# Skatterätt
Skatterätt är den del av juridiken som behandlar de lagar (skattelagstiftning) och andra regler som reglerar den offentliga sektorns beskattning av den privata sektorn. Ämnet omfattar såväl materiella skatteregler rörande bland annat inkomstskatt, mervärdesskatt (moms) och punktskatter som regler om skatteförfarandet (taxering och uppbörd). Även reglerna om sociala avgifter (arbetsgivaravgifter och egenavgifter) brukar hänföras till skatterätten. Området hör i princip till den offentliga rätten men utmärker sig genom en stark koppling till civilrätten och olika ekonomiska ämnen (särskilt redovisning). 
Företagslagstiftning och ekonomiska redovisningsregler är ofta anpassade för att kunna användas tillsammans med den nationella skatterätten, samtidigt som de också skall motsvara internationella regler och seder.
Sedan 1980 kallas ämnet vid juristutbildningen vid svenska universitet för just skatterätt, medan den äldre benämningen finansrätt (vilket egentligen även inkluderar tullagstiftningen) lever kvar som benämning på det motsvarande forskningsämnet vid de juridiska fakulteterna. Vid ekonomiska utbildningar kallas ämnet i stället beskattningsrätt.